# カラム・パターソン
カラム・パターソン（Callum Paterson、1994年10月13日 - ）は、イングランド・ロンドン出身のプロサッカー選手。サッカースコットランド代表。シェフィールド・ウェンズデイFC所属。ポジションはFW。

## 経歴

### 生い立ち
父親はスコットランド人、母親はジンバブエ人で母方の祖母は南アフリカ人。ロンドンで生まれ、3歳の時にスコットランドのエディンバラに引っ越した。

### クラブ
2010年にハート・オブ・ミドロシアンFCの下部組織に入団。2012年夏にトップチームに昇格し、7月14日のレイス・ローヴァーズFCとのフレンドリーマッチでトップチームデビュー。8月4日のセント・ジョンストンFC戦でリーグ戦初出場。
2017年6月7日、チャンピオンシップのカーディフ・シティFCと3年契約を結んだ。
2020年9月30日、シェフィールド・ウェンズデイFCに移籍。

### 代表
ユース年代からスコットランド代表に選ばれている。
2014年11月10日、ゴードン・ストラカン監督が負傷離脱したフィル・バーズリーに代わって招集。
2016年5月29日、イタリアとのフレンドリーマッチで初キャップ。

## タイトル
ハート・オブ・ミドロシアン
- スコティッシュ・チャンピオンシップ: 2014–15